# 泰醫學
泰醫學（泰語：การแพทย์แผนไทย；英語：Traditional Thai medicine），是泰國傳統醫學。
泰國傳統醫學是利用人體中各種元素的平衡理論和解剖學、醫學科學的學術原理來解釋正常情況和異常情況疾病的一種醫學方法。當佛教開始在泰國傳播時，前來傳播佛教的僧侶們也將治療疾病的知識帶給了當地人民，因此與泰國人民的文化和生活方式相融合。 泰國傳統醫學的知識體系是從過去到現在不斷積累的抗病經驗的結晶。它認為人的精神和人體器官是一體的。它還與包括宇宙在內的環境相關聯，因此解決問題采用的是整體方法，所以它不是一個純粹的醫學問題，而是一個涵蓋泰國生活方式。
运用人体各元素平衡理论和解剖学（解剖学）、医学科学的学术原理来解释异常情况（疾病）根据学术原理、医学实践原则，从大城时期的证据来看，泰国传统医学源自治疗师说，印度阿育吠陀很重要。奇沃克·科玛拉帕特（佛医）是《医经》的作者。佛教何时传入泰国前来弘法的僧人也给村民带来了治病知识。因此，它与泰国人民的文化和生活方式混合在一起。
元素理論
根據泰式醫學理論，人的身體由土、水、風、火四種元素組成。
當體內的四種元素平衡時，人很少生病。因此，為了預防可能出現的疾病問題，要調整每個人在日常生活中的飲食習慣。通過藥膳的味道來平衡身體，從而預防疾病。

## 相關
- 泰國草藥
- 泰式按摩
- 傳統醫學
- 阿育吠陀
- 東洋醫學
- 韓醫學

## 外部連結
- Wat Phra Chetuphon 傳統醫學學校（Wat Pho） （页面存档备份，存于）
- 泰國傳統與替代醫學發展中心 （页面存档备份，存于）
- 泰國公共衛生部替代醫學司 （页面存档备份，存于）
- 公共衛生部泰國傳統與替代醫學司 （页面存档备份，存于）
- 網道泰國傳統醫學診所 （页面存档备份，存于）
- 班頌德皇家師範大學科技學院泰國傳統醫藥系 （页面存档备份，存于）
- 泰國傳統醫藥系 他信大學帕他隆校區健康科學與體育學院 （页面存档备份，存于）